# صورة سيدة
صورة سيدة (بالإنجليزية: The Portrait of a Lady)‏ هي رواية بقلم هنري جيمس، نشرت لأول مرة بشكل مسلسل في جريدة أتلانتيك الشهرية ومجلة ماكميلان في 1880-1881 ثم في شكل كتاب عام 1881. وهي إحدى أشهر روايات جيمس الطويلة، ويعتبرها النقاد من أفضل أعماله.
الرواية تدور حول قصة امرأة أمريكية شابة مفعمة بالحيوية، تدعى إيزابيل آرتشر، تحاول أن "تتحدي مصيرها"،  فيتغلب عليها. وترث كمية كبيرة من المال، وأصبحت فيما بعد ضحية مكيدة مكيافيلية من قبل اثنين من المغتربين الأميركيين. تقع الأحداث في أوروبا، كما في أغلب روايات جيمس، ومعظمها في إنجلترا وإيطاليا. وينظر إليها باعتبارها تحفة من فترات جيمس الأولى،  وتعكس هذه الرواية اهتمام جيمس بالاختلافات بين العالم الجديد والقديم، في كثير من الأحيان على حساب السابق. كذلك يعالج بطريقة عميقة موضوعات الحرية الشخصية، والمسؤولية، والخيانة.

## القصة
إيزابيل آرتشر امرأة في بداية العشرين ، قدمت من عائلة محترمة في الباني - نيويورك – في الستينيات من القرن التاسع عشر 1860 .توفيت امها وهي صغيرة ورباها والدها بطريقة عشوائية سامحا لها أن تثقف نفسها حيث شجعها على الاستقلالية والاعتماد على النفس وبذلك أصبحت شابة واسعة الإطلاع وخيالية وواثقة من نفسها وأنانية نوعا ما.
اشتهرت في بلدتها بذكائها المتقد والذي قلل عدد خطابها من الرجال.
كان كاسبر جود وود- الغني- يريد الزواج بها لكنها كانت مترددة لخوفها أن يؤثر زواجها على استقلاليتها وحريتها وأجلت الرد عليه حتى عودتها من أوروبا بصحبة عمتها – السيدة توتشيت.
بعد وفاة والدها سافرت إلى إنجلترا وقابلت زوج عمتها- صاحب مصرف- وابن عمتها رالف والذي يعاني من مرض في الرئة. تركت ايزابيل انطباعا قويا لدى الجميع في مقاطعة جاردنكورت حتى أن جارهم الأرستقراطي اللورد واربورتون أحبها وعرض عليها الزواج لكنها رفضت خوفا على استقلاليتها.خافت صديقتها الصحافية الأمريكية هنريتا ستاكبول من تأثير أوروبا عليها وفقدها لقيمها ومبادئها الأمريكية ولذلك دبرت لقاء كاسبر بـ ايزابيل في لندن دون علمها وعرض عليها كاسبر الزواج مرة أخرى لكنها اخبرته انها تحتاج سنتان قبل أن ترد عليه ولم تعده بشيء.اوصى زوج عمتها قبيل وفاته بنصف ثروته لـ ايزابيل بعد أن اقنعه رالف بذلك معتقدا أن ذلك سوف يحميها من أن تتزوج من اجل المال.
أصبحت مدام ميرل- صديقة عمتها الأنيقة والمهذبة- صديقة مقربة لـ ايزابيل بعد حصولها على الميراث ، سافرت الثلاث سيدات إلى فلورنس حيث تعرفت على جلبرت اوزموند، رجل لا يملك ثروة ولا مكانة اجتماعية لكن ميرل وصفته بأنه من أفضل الرجال المحترمين في أوروبا وقد كرس نفسه للفن والجمال وكان له ابنة في الدير (راهبة) وزوجته كانت متوفية. كانت ميرل والتي بدت علاقتها بـ اوزموند غامضة تحاول اقناع ايزابيل بالزواج منه. كان اوزموند راغبا في الزواج منها ليس فقط طمعا في ماله ولكن لأنها تمثل إضافة لمجموعته الفنية. جميع الأشخاص المحيطين بها رفضوه لكنها تزوجته. بعد سنة من زواجها رزقت بـ صبي لكنه توفي وعمره ستة أشهر. بعد مرور ثلاث سنوات من الزواج ساءت علاقة الزوجين لكنهما عاشا مع الابنة بانسي في روما. أصبحت ايزابيل مجرد مضيفة اجتماعية ومصدر للمال بالنسبة لزوجها الذي كان منزعجا من استقلاليتها واصرارها على اتخاذ قراراتها بنفسها.كانت ايزابيل غاضبة من تكبر وانانية زوجها ورغبته في القضاء على شخصيتها لكنها لم تفكر في تركه التزاما منها بإستقلاليتها
ورغبتها في أن تكون زوجة مخلصة.
قابلت بانسي ادوارد روزير – محب وجامع للقطع الفنية_ وهو أمريكي يعيش في باريس والذي وقع في حبها لكن والدها اصر على زواجها من رجل نبيل واخبرها أن روزير ليس غنيا ولا نبيلا وتعقدت الأمور عند وصول اللورد واربورتون الذي خطب بانسي رغبة منه في التقرب من ايزابيل التي لا زال يحبها.اصر اوزموند على زواج ابنته من اللورد. هذا الوضع اربك ايزابيل التي كانت حائرة بين إطاعة زوجها أو ضميرها. في إحدى الحفلات شرحت الوضع للورد وعندما رأى روزير المكتئب احس بالذنب واخبرها انه لا يحب بانسي ثم ترك روما بهدوء. غضب اوزموند منها مقتنعا بأنها تريد إهانته وتفاجأت ايزابيل من مواجهة مدام ميرل الغاضبة والبذيئة لها. سافرت ايزابيل إلى إنجلترا بعد سماعها تدهور
صحة ابن عمتها رالف برغم معارضة زوجها بعد أن شجعتها اخت زوجها الكونتيسة جيمني والتي اخبرتها أن ميرل هي عشيقة زوجها ووالدة بانسي لكنهما ابقيا ذلك سرا حتى عن بانسي لأنهما غير متزوجان وادعيا انها ابنته من زوجته التي توفيت في ذلك الوقت. صدمت ايزابيل واشمئزت من تصرف زوجها المروع.
بعد وفاة رالف عانت ايزابيل في اتخاذ القرار هل تعود لزوجها كما وعدت بانسي ام تبحث عن السعادة في مكان اخر. قابلت كاسبر جودوود في جنازة رالف والذي عرض عليها أن تهرب معه لكنه لم يجدها في اليوم التالي واخبرته هنريتا انها عادت إلى روما غير قادرة على تحطيم زواجها

## روابط خارجية
- صورة سيدة على موقع الموسوعة البريطانية (الإنجليزية)